# 주변인: The Outsider
《주변인》은 2010년에 발매된 힙합 가수 아웃사이더의 두 번째 EP 음반이다.

## 수록곡
1. 달빛의 노래(Intro)
2. 주변인
3. 피에로의 눈물2 (Feat. 길미)
4. 바람이 불면 너가 떠올라 (Feat. 일락)
5. 일장춘몽 (A time-limited life)
6. 주변인 (Inst.)
7. 외톨이 (Inst.)